# Геверґел Брайан
Геверґел Брайан (англ. Havergal Brian; ім'я при нар. Вільям Брайан; 29 січня 1876 — 28 листопада 1972) — англійський композитор, відомий своїми 32 симфоніями.

## Біографія
Псевдонім Геверґел Вільяма Брайана походить від прізвища місцевих авторів церковних славнів. Брайан народився в Дрісдені, районі міста Сток-он-Трент. Після закінчення навчання в школі у нього виникли проблеми з отриманням гідної роботи, і він сам навчився основам музики. Деякий час він працював органістом Церкви Одд Ровд в сусідньому Чеширі. У 1895 він почув хорову репетицію «Короля Олафа» Елґара і став затятим шанувальником цього композитора, сучасних йому британських композиторів, а також Ріхарда Штрауса. Під час відвідування музичних фестивалів Брайан подружився з композитором Гренвіллом Бантоком (1868—1946).
«Англійська сюїта» Брайана привернула в 1907 році увагу Генрі Вуда, який виконав її на Променадних концертах в Лондоні. Твір мав великий успіх, і Брайан зумів укласти контракт на видання і публікацію його оркестрових робіт. Надалі кар'єра Брайна не була настільки успішною, життя композитора було досить скромним.
У 1898 році Брайана одружився з Елізабет Прістлі. У цьому шлюбі народилося п'ятеро дітей. Одного із синів назвали Стерндейл на честь композитора Вільяма Стерндейл Беннетта. У 1907 році відбулася подія, незвичайна для Британії тих років: місцевий бізнесмен Герберт Мінтон Робінсон запропонував Брайану річну стипендію в £ 500 (на той час — дохід середнього класу) з умовою, що Брайан повністю присвятить себе композиції. Вважається, що Робінсон очікував, що Брайан незабаром «встане на ноги», заробляючи творчістю, чого не сталося. Брайан взявся за кілька великих творів, але не намагався їх завершити, роблячи при цьому непотрібні витрати на кшталт дорогих продуктів або поїздки в Італію.
Шлюб композитора розпався в 1917 через фінансові суперечки і захоплення Брайана служницею Гільдою Марією Гейворд. Композитор втік до Лондона, де, незважаючи на критику з боку спонсора, продовжував отримувати частину пенсії. Композитор жив з Гільдою досить довго, повінчавшись тільки після смерті дружини в 1933 році. Гільда народила Брайану ще п'ятьох дітей. У Лондоні Брайан активно займався композицією, хоча і жив майже у злиднях. Під час Першої світової війни пішов добровольцем в артилерійські війська, але в активних бойових діях участі не брав. Звільнений у запас через травму руки. До 1915 працював в офісі аудиту Канадського експедиційного корпусу. Сім'я композитора переїхала в Ердінґтон, недалеко від Бірмінгема, Воркшир, а потім змінювала місця проживання по всьому Суссексі. Брайан врешті-решт отримав роботу, пов'язану з музикою: переписування нот і аранжування, публікував статті в журналі «The British Bandsman». У 1927 році він отримав посаду помічника редактора журналу «Musical Opinion», переїхав для цього в Лондон. Вийшов на пенсію в 1940 році, повністю присвятивши себе написанню музики. Пізніше переїхав в Шорхем-бай-Сі.
Військовий досвід дав композитору матеріал для першої опери «Тигри». У 1920 повернувся до написання симфоній, створивши близько десятка до того, як одна з них була виконана в 50-х завдяки «відкриттю» композитора Робертом Сімпсоном, композитором і продюсером Бі-бі-сі, який попросив в 1954 Сера Адріана Бовлта підготувати Восьму симфонію. Пізніше Брайан написав ще двадцять дві симфонії та інші твори.

## Музика
Перше аматорське виконання найвідомішого твору Брайана, написаного в 1919—1927 роках, Симфонії № 1 «Готичної», відбулося в 1961 під керівництвом Брайана Фейрфакса в Вестмінстерському центральному голі. У 1966 році в Альберт-голі під керуванням Боулта відбулося перше професійне виконання. Це виконання транслювалося в прямому етері, і було першим знайомством з музикою композитора для більшості слухачів. Музика викликала значне зацікавлення і до моменту смерті ще кілька творів композитора були виконані і записані. Після смерті Брайана, поки Сімпсон мав вплив у Бі-бі-сі, було виконано і записано ще кілька творів, опубліковані дві біографії і тритомник про симфонії.
До музики Брайана виявив зацікавлення тільки один великий диригент — Леопольд Стоковський. Почувши «Трагічну симфонію», він заявив, що хотів би виконувати твори композитора. Результатом стала прем'єра в 1973 році Симфонії № 28 на Бі-бі-сі Новим філармонічним оркестром. Композитор Ентоні Пейн писав в газеті The Daily Telegraph: «Це була чарівна подія — 91-річний дириґент розучував роботу 91-річного композитора».
У музиці Брайана відчувається вплив Вагнера, Брукнера, Елгара, Ріхарда Штрауса, Малера і Баха. Брайан був органістом, як Бах і Брукнер. Органний репертуар сильно вплинув на композитора, і орган використовується в декількох його симфоніях. Також сильний вплив здійснила музика для духових оркестрів — в творах часто використовуються мідні духові та розмір маршу. Часті скрипкові соло, що приписується впливу Вікторіанської музики.